# 天寿国繡帳

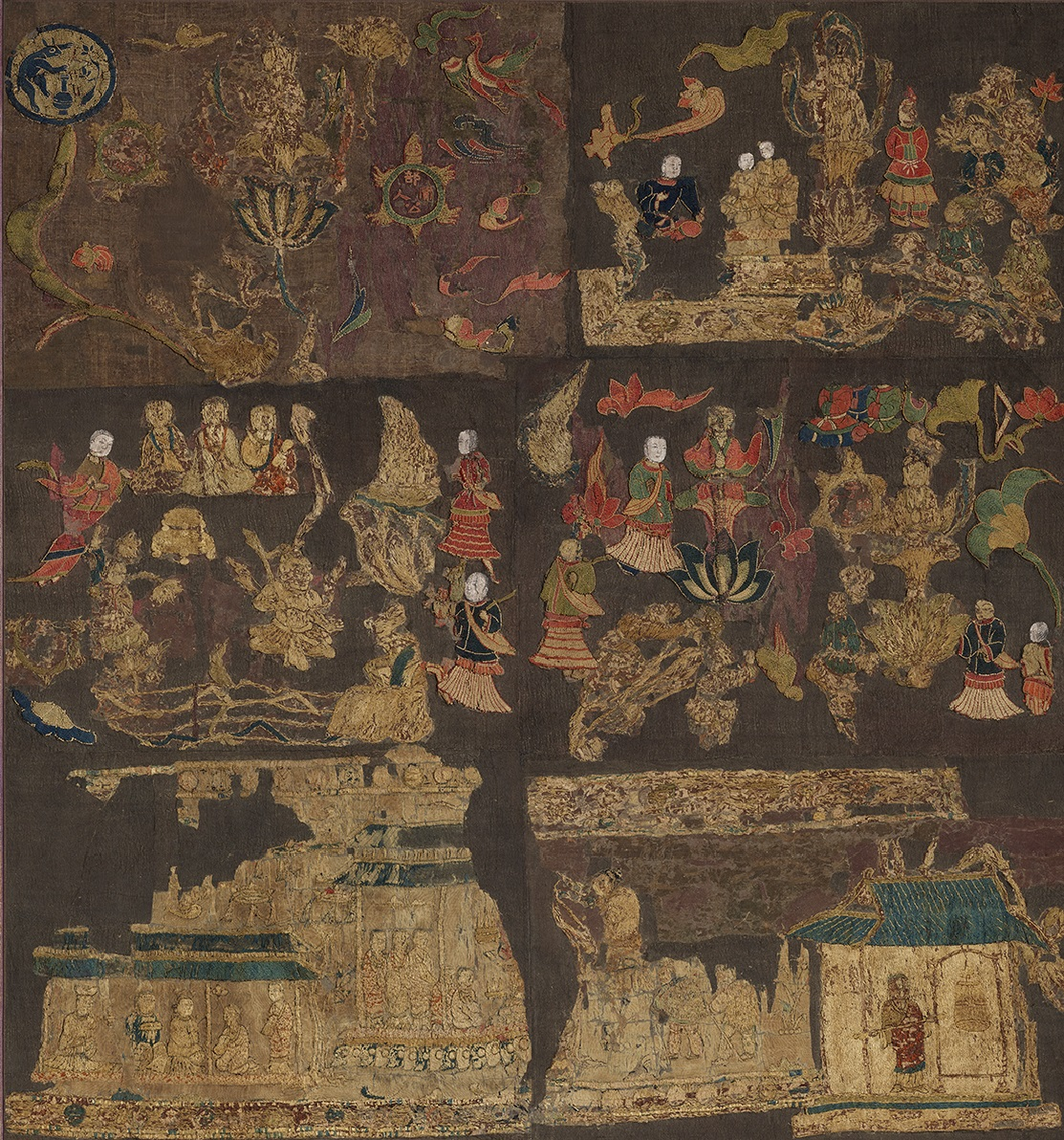
天寿国繡帳

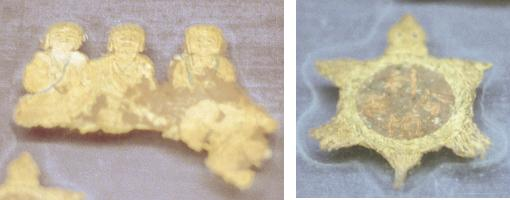
繡帳残片（２点）

天寿国繡帳（てんじゅこくしゅうちょう）は、奈良県斑鳩町の中宮寺が所蔵する、飛鳥時代（7世紀）の染織工芸品。天寿国曼荼羅繡帳（てんじゅこくまんだらしゅうちょう）とも呼ばれる。
銘文によれば、聖徳太子の薨去を悼んで妃の橘大郎女が作らせたという。「天寿国繡帳」とは「聖徳太子が往生した天寿国のありさまを刺繡で表した帳（とばり）」の意であり、「天寿国」とは、阿弥陀如来の住する西方極楽浄土を指すものと考証されている。古記録に基づく考証によれば、制作当初は縦2メートル、横4メートルほどの帳2枚を横につなげたものであったと推定されるが、現存するのは全体のごく一部にすぎず、さまざまな断片をつなぎ合わせ、縦88.8センチメートル、横82.7センチメートルの額装仕立てとなっている。このほかに断片2点が別途保存されている。断片のみの現存であるが、飛鳥時代の染織工芸、絵画、服装、仏教信仰などを知るうえで貴重な遺品であり、国宝に指定されている。
驚くべきことに、色鮮やかな部分が飛鳥時代製作、そうでない部分が鎌倉時代製作の部分である。

## 制作の経緯と銘文
本来は、繡帳自体に製作の事情を記した銘文が刺繡で表されていた。現存する天寿国繡帳には4か所に亀が描かれ、それぞれの亀の甲羅に漢字が4字ずつ刺繡で表されているが、これらの文字は繡帳に表されていた銘文の一部である。たとえば、現存の繡帳の左上にある亀形には「部間人公」の4字が見えるが、これは「孔部間人公主」という人名の一部である。額装の繡帳とは別に保管されている残片2点のうちの1点も亀形であり、これを含めても現存する亀形は5個、文字数は20字にすぎないが、制作当初の繡帳には全部で100個の亀形が表され、その甲羅に計400文字が刺繡されていたと推定される。この銘文の全文は『上宮聖徳法王帝説』に引用され、一部に誤脱があるものの、飯田瑞穂の考証によって400字の文章に復元されている。
以下に『天寿国繡帳』の銘文の原文を掲げる（『上宮聖徳法王帝説』に引用された銘文をもとに、飯田瑞穂が考証・校訂を加えたもの）。銘文は繡帳の上では4文字ずつに区切って表されていたので、ここでも4文字ずつに区切って表記する。太字の5か所（20文字）は現存する繡帳に残っている文字である。
（読み下しの例）銘文の前半部分（欽明天皇から聖徳太子、橘大女郎に至る系譜を記す）は割愛し、繡帳の制作経緯に係る内容が記された後半部分の読み下し文を掲げる。
歳（ほし）は辛巳に在（やど）る十二月廿一癸酉日入（にちにゅう）、孔部間人（あなほべのはしひと）母王崩ず。明年二月廿二日甲戌夜半、太子崩ず。時に多至波奈大女郎（たちばなのおおいらつめ）、悲哀嘆息し、天皇の前に畏み白（もう）して曰く、之を啓（もう）すは恐（かしこ）しと雖も懐う心止使（とど）め難し。我が大皇と母王と期するが如く従遊（しょうゆう）す。痛酷比（たぐ）ひ无（な）し。我が大王の告（の）る所、世間は虚假（こけ）、唯だ仏のみ是れ真なり、と。其の法を玩味するに、謂（おも）えらく、我が大王は応（まさ）に天寿国の中に生まるるべし、と。而るに彼の国の形、眼に看叵（みがた）き所なり。悕（ねがは）くは図像に因り、大王往生之状（さま）を観むと欲す。天皇之を聞き、悽然として告（の）りて曰く、一の我が子有り、啓（もう）す所誠に以て然りと為す、と。諸（もろもろ）の采女等に勅し、繡帷二張（ぬいもののとばりふたはり）を造る。画（えが）く者は東漢末賢（やまとのあやのまけん）、高麗加西溢（こまのかせい）、又漢奴加己利（あやのぬかこり）、令（うなが）す者は椋部秦久麻（くらべのはだのくま）なり。
（上記読み下し文の大意）
辛巳の年（推古天皇29年・西暦621年）12月21日、聖徳太子の母・穴穂部間人皇女（間人皇后）が亡くなり、翌年2月22日には太子自身も亡くなってしまった。これを悲しみ嘆いた太子の妃・橘大郎女は、推古天皇（祖母にあたる）にこう申し上げた。「太子と母の穴穂部間人皇后とは、申し合わせたかのように相次いで逝ってしまった。太子は『世の中は空しい仮のもので、仏法のみが真実である』と仰せになった。太子は天寿国に往生したのだが、その国の様子は目に見えない。せめて、図像によって太子の往生の様子を見たい」と。これを聞いた推古天皇はもっともなことと感じ、采女らに命じて繡帷二帳を作らせた。画者（図柄を描いた者）は東漢末賢（やまとのあやのまけん）、高麗加西溢（こまのかせい）、漢奴加己利（あやのぬかこり）であり、令者（制作を指揮した者）は椋部秦久麻（くらべのはだのくま）である。
銘文にある「天寿国」とは何を指すかについては古来さまざまな説があったが、阿弥陀仏の住する西方極楽浄土だという説が有力である。東野治之は、飛鳥・奈良時代には阿弥陀浄土以外にも薬師浄土、弥勒浄土など複数の浄土への信仰があったことをふまえ、「天寿国」とは天界の寿命を生きられる国、すなわち弥勒の浄土である兜率天を指している可能性を指摘する。

## 伝来

### 鎌倉時代の再発見
この繡帳はいつの頃からか所在不明になっていたが、古記録によれば、鎌倉時代の文永11年（1274年）、中宮寺の中興の祖とも称される尼僧・信如により、法隆寺の蔵から再発見された。信如は、日本仏教における戒律の復興者として知られる貞慶の弟子・璋円の娘とされ、中世に荒廃していた中宮寺の再興に尽力した。信如による天寿国繡帳再発見については、建治元年（1275年）定円が著した『太子曼荼羅講式』、室町時代の『聖誉鈔』（しょうよしょう）などに次のように記されている。信如は、中宮寺の復興を志していたが、寺の開基である間人皇后の命日がわからず、それを何とかして知りたいと思っていた。そうしたところ、文永10年（1273年）のある日、信如は夢告により、間人皇后の命日は、法隆寺の蔵にある曼荼羅に書かれていることを知った。法隆寺の蔵の中を捜す機会はすぐには訪れなかったが、翌文永11年（1274年）、法隆寺綱封蔵（ごうふうぞう）に盗人が入り、蔵の中を改めた際に、件の曼荼羅を発見。そこに刺繡された銘文を解読した結果、信如は間人皇后の命日は12月21日であると知ることができた。そして、この太子ゆかりの曼荼羅と同じ図柄の模本を新たに作らせ、建治元年（1275年）に開眼供養を実施。原本、模本ともに中宮寺の寺宝となったという。
信如による再発見の経緯である「寺の開基である間人皇后の命日がわからなかったから」というのは理由として不自然だという指摘は、すでに江戸時代の学者である穂井田忠友が述べている。この点について、美術史家の大橋一章は、「間人皇后の命日については複数の説があったので、信如は直接原典に当たって正確な命日を知ろうとしたのではないか」「天寿国繡帳を再興中宮寺の目玉にしようとしたのではないか」と述べている。
文保本『聖徳太子伝記』によれば、文保2年（1318年）頃には、建治元年作の新曼荼羅は中宮寺金堂の柱間三間にわたって幕のように張り渡されていたという。中宮寺旧境内の発掘調査の結果から、金堂の柱間は約2.6メートルであり、「柱間三間」は約7.8メートルとなる。大橋一章は、この柱間寸法から考えて、横幅約4メートルの繡帳2帳を横方向につなげていたのではないかと想定し、当時は新繡帳が堂内に飾られ、太子ゆかりの旧繡帳は蔵に保管されていたのではないかと推定している。

### 近世以降
新旧2つの繡帳ともに、数百年後には破損が進み、断片化していた。『法隆寺記補忘集』（ほうりゅうじき ぶもうしゅう）によると、享保16年（1731年）の時点で、新旧繡帳ともにもはや原形をとどめておらず、50 - 60片の断片が保存されているのみであった。天保12年（1841年）の『観古雑帖』によれば、安永年間（1772 - 1781年）に残った断片群を寄せ集めて掛軸装とした。
明治30年（1897年）12月28日、古社寺保存法に基づき「天寿国曼荼羅図刺繡掛幅 一幅 東漢末賢等画 采女等繡」の名称で当時の国宝（旧国宝）に指定された。大正8年（1919年）、掛軸は額装に改められた。同年、正倉院から断片2点が発見され、中宮寺に下賜された。このうち1点は亀形、もう1点は座る人物3人を横並びに表したもので、いずれも鎌倉新繡帳の断片である。これらの断片が正倉院に保管されていた理由は次のように推定されている。明治11年（1878年）、法隆寺から皇室に献納されたいわゆる法隆寺献納宝物は、一時正倉院に保管されていたが、これを東京へ移送する際、手違いがあって、正倉院の唐櫃1合を東京に運んでしまい、逆に法隆寺の唐櫃1合は正倉院に残されたままとなった。天寿国繡帳の断片はその唐櫃に含まれていたのではないかという。この2点は大正10年（1921年）4月30日、別途「刺繡天寿国曼荼羅図断片　二点」として旧国宝に指定された。
昭和25年（1950年）8月29日、文化財保護法施行にともない、従前の旧国宝は重要文化財となった。昭和26年（1951年）6月9日付けで上述の「掛幅」と「断片」の2件の重要文化財を1件に統合し「天寿国繡帳残闕　一帳　附同残片二」（てんじゅこくしゅうちょうざんけつ　1ちょう　つけたりどうざんぺん2）という名称であらためて重要文化財に指定され、次いで昭和27年（1952年）3月29日付けで文化財保護法に基づく国宝（新国宝）に指定された。
繡帳はガラス張りの厨子に納められ、長らく中宮寺本堂内に安置されていたが、保存の万全を期すため、昭和57年（1982年）から奈良国立博物館に寄託され、寺にはレプリカが置かれている。

## 技法と制作年代
現状の額装繡帳は、上下3段、左右2列、計6枚の絹布を貼り合わせたもので、各絹布には飛鳥時代の原繡帳と鎌倉時代の新繡帳の断片が脈絡なく貼り付けられている。ここでは説明の都合上、刺繡断片のある位置を「上段右」「下段左」のように表すこととする。
現状の繡帳を見ると、たとえば上段左の亀形や月（中に兎がみえる）、中段右や中段左の区画の人物群像の一部などは形の崩れがなく、刺繡糸の色も鮮やかに残っている。これに対して、たとえば下段左の建物とその内部の人物を表した部分などは色糸がほつれ、褪色し、図柄が定かでない。染織史家の太田英蔵らの調査によれば、前者の色彩鮮やかな部分が飛鳥時代の原繡帳の断片であり、後者、すなわち糸がほつれ褪色している部分が鎌倉時代の新繡帳の断片である。
刺繡が行われている台裂（だいぎれ）には、羅（絹糸を用いた綟り織の一種）、綾、平絹（平織の絹）の3種がある。このことを最初に指摘したのは明治・大正期の美術史家・中川忠順（ただより）であり、昭和期に入って太田英蔵が下地裂と制作年代の関係、用いられている刺繡技法の種類などについて詳細な研究を発表した。太田によれば、飛鳥時代と推定される、台裂に紫色の羅が用いられている部分では、人物の服装、蓮弁、銘文の漢字など、全てのモチーフは輪郭線を刺繡で表し、その内側を別色の糸で密に繡い詰めている。糸は撚りが強く、中心部まで深く染められており、刺繡は返し繡という単純な技法（一針繡い進めると、少し後退した位置から針を布の表面に出し、また一針繡い進めては後退する、という作業を繰り返す繡い方）のみが使用されている。撚りの強い糸を使い、単一の技法（この場合は返し繡）で密に繡い詰めるのは飛鳥時代刺繡の特色で、法隆寺献納宝物等の繡仏や、藤ノ木古墳出土の刺繡にも同様の技法がみられる。これに対し、正倉院宝物などにみられる奈良時代の刺繡は、撚りのない平糸を用い、刺繡も多種の技法を使い分けるのが特色である。
一方、鎌倉時代と推定される、台裂に綾または平絹を用いた部分には、平繡、繧繝刺（うんげんざし）、朱子刺、駒繡、文駒刺（あやこまさし）、束ね繡、長返し繡、纏い繡、表平繡いの9つの技法が用いられている。さまざまな刺繡技法を駆使しているが、その分、糸が台裂から浮き上がる部分が多く、染料が糸の中心部までしみ込んでいないものが多い。
現存の繡帳には、文字の入った亀形が4つ残されている（別に保管される断片を含めれば5つ）。このうち「部間人公」の4文字の入った亀形のみは色が鮮やかで、字画も細部まで鮮明であるのに対し、他の3つの亀形は形が崩れ、色もあせている。これも、前者が飛鳥時代、後者が鎌倉時代の制作である。
以上のように、現存する天寿国繡帳の古い部分は聖徳太子（622年没）の没後まもない頃の制作とみなすのが通説となっているが、これには異説もある。東野治之は、繡帳銘文は太子の没後かなり時間が経ってから作成されたものだとする。その論拠の一つは、銘文中の天皇の呼称である。銘文では推古天皇をトヨミケカシキヤヒメ（等已弥居加斯支移比弥）と呼称しているが、東野はこの呼称は推古に対する和風の諡号（しごう、贈り名）であって、この呼称の使用は推古の没した628年以降のものであるとする（これについては、「トヨミケカシキヤヒメ」は生前から用いられていた尊称だとする意見もある）。今一つの論拠は銘文の文体・内容である。東野によれば、繡帳銘文は橘大女郎と推古天皇の発言を直接話法で記すなど、一般的な造像銘の文体とは異なり、縁起文のような体裁をとっていることから、太子没後かなり時間が経ってからの作成であるという。東野は、推古天皇の指示により東漢末賢（やまとのあやのまけん）らが制作した原繡帳の存在は否定しないが、現存の繡帳は法隆寺の焼失（670年）・再建に際して再制作されたものと位置づけ、「法隆寺伽藍縁起幷流記資財帳」（天平19年・747年成立）に記載される天武天皇（在位673 - 686年）が寄進した「繡帳二張」が、現存の繡帳にあたるとしている。

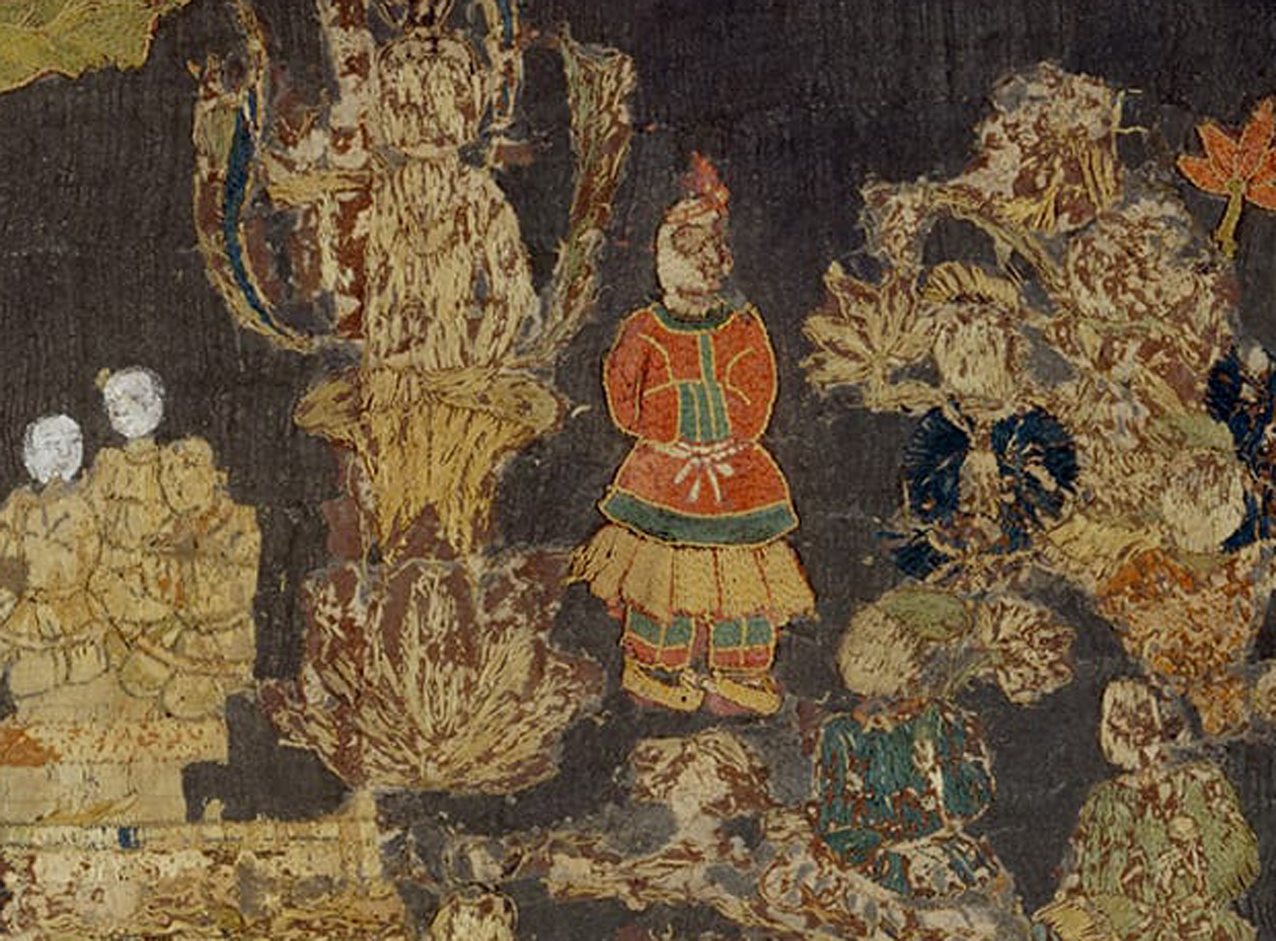
『天寿国繡帳』の男子。袴の上から着用している巻スカートが褶。

服飾史では、高田倭男は天寿国繍帳に刺繍された男子は丸襟、左衽（さじん）、筒袖、細紐の帯、褶（ひらみ）の服装をしており、女子も上着の裾から褶が見え、その下にロングスカート状の裳（も）を着用していると指摘する。制作時期は太子没後間もない頃とする　。
左衽は右の衽（おくみ）を左の衽の上に重ねる着方で、日本では古来左衽であったが中国では右衽で、左衽は夷狄の着方とされた。日本では719年（養老3年）2月に左衽から右衽に改められた（『続日本紀』）。褶は上衣の裾の下からのぞく襞（ひだ）のある丈の短い巻スカートである。中国の褶は丈の短い上衣のことで、日本とは意味が異なる。天武11年（682年）3月28日の詔において、「親王以下、百寮諸人、今より已後（いご）、位冠及び襅（まえも）、褶、脛裳（はぎもも）著（き）ること莫（な）かれ」と、親王以下百官の褶着用が禁止された。これらは天武朝以来の服制を唐風に改革する風潮のもとに行われた。
武田佐知子・津田大輔は、天寿国繍帳の服装は左衽、褶であるとし、高松塚古墳壁画より古い風俗とする。また襟や袖に付けた別色の縁取りは北周の品色衣を思わせるとする。高田は別色の縁取りは朝鮮半島で襈（せん）と呼ばれていたものではないかと指摘する。
増田美子は高松塚古墳壁画に描かれた男女の上衣の裾には一様に襴（らん）と見られる布を足した線が引かれているが、天寿国繍帳にはないと指摘する。襴は唐の服飾の特徴で、太宗年間（626年－649年）に登場する。日本では、天武13年（684年）4月の詔において、会集の日には襴衣の着用を義務付けた。
また、持統4年（689年）4月の詔で、「上下通じて綺帯と白袴を用い」と、身分の上下とも綺麗な帯と白袴を着用することになり高松塚古墳壁画の男子は白袴を穿いているが、天寿国繍帳の男子は裾が別色の色袴を穿いている。
このように天寿国繍帳の服装は推古朝、遅くとも唐風改革の始まる天武朝より前の服装を表しており、服飾史では制作時期もその頃をするのが通説となっている。

## 図柄と復元案
鎌倉時代の『聖徳太子伝記』や、新繡帳の開眼供養を行った僧定円の『太子曼荼羅講式』に、繡帳が完全に残っていた当時の図柄が説明されている。それによると、繡帳の中心には「四重の宮殿」があり、上方には日と月、左右には鐘と磬（けい）があったという。このうちの「月」は現存繡帳の上段左の区画に残っており、鐘と磬のうちの鐘は、下段右にある鐘撞き堂がそれにあたると推定される。
その他にも、元の図様を復元する手がかりになる断片がいくつか残されている。下段左の区画には建物の上下にそれぞれ連珠文を表した水平の帯状区画がある。この部分は繡帳全体を囲む外枠部分を構成していたものと推定される。その上、中段左の区画の下部には4本の水平線と三角形からなる楽譜のような図柄が見えるが、これは天寿国（西方極楽浄土）の宝池を表すものと思われる。その右方と右上方には大きな蓮弁の一部が見えるが、これはその大きさからみて、天寿国の主尊である阿弥陀仏の台座の一部であったものと推定されている。
繡帳の当初のデザインを復元する上で、鍵になるのは上段左の区画である。ここには、パルメット文、鳳凰、亀形、飛雲などが刺繡されているが、これらが刺繡されている台裂は切れ目なく一続きになっており、飛鳥時代の紫色羅である。つまり、前述のパルメット文、鳳凰、亀形、飛雲などは、制作当初の原繡帳においても現状と同じ配置になっていたことが確実である。大橋一章は、以上のような手がかりを踏まえ、NHKの協力を得て、コンピュータ・グラフィックスによる再現繡帳を2001年に制作している。その再現案によると、繡帳は縦約2メートル、横約4メートルのもの2帳で、うち1帳には天寿国に生まれ変わった聖徳太子像、他の１帳には阿弥陀如来像をそれぞれ中央に表し、周囲は羅地の上に蓮華化生（れんげけしょう、往生者が天寿国に生まれ変わる様を表したもの）、人物、鳳凰、飛雲、亀形などを配したものである。
人物の服装をみると、男女とも盤領（あげくび）と呼ばれる丸い襟に筒袖の上着を着け、下半身には男子は袴、女子は裳を着けている。また、男女とも褶（ひらみ、袴や裳の上に着けた短い襞状のもの）を着けるのが特色で、これは高松塚古墳壁画の男女像よりも古い服制であることが指摘されている。繡帳にみられるパルメット文と同様の文様は法隆寺金堂釈迦三尊像光背にもみられ、技法、意匠の両面から、原繡帳は飛鳥時代・7世紀の作であることが首肯される。

## 関連文献
- 『週刊朝日百科』「日本の国宝4 法起寺 中宮寺 当麻寺 当麻寺奥院」、朝日新聞社、1997